# 瓦拉科山
15°09′58″S 72°29′48″W / 15.16611°S 72.49667°W
瓦拉科山（Waraqu），是秘魯的山峰，位於該國南部阿雷基帕大區，由康德蘇約斯省的卡亞拉尼區負責管轄，屬於安地斯山脈的一部分，海拔高度5,005米。